# 呉市議会
呉市議会（くれしぎかい）は、広島県呉市に設置されている地方議会である。

## 概要
- 定数：32人[3][4]（欠員1[5]）（次回市議選から2減の30[1]）
- 任期：2023年5月1日 - 2027年4月30日[6]
- 選挙区：市全体を1選挙区とする大選挙区制（単記非移譲式）
- 議長：中田光政[7]（誠志会）（2023年5月15日 - ）[8]
- 副議長：田中みわ子（同志会）（2024年6月28日 - ）[1]
議長は2年、副議長は1年での交代を慣例としている[8]。
- 呉市議会事務局：呉市役所本庁舎3階[9]

## 会派
2023年5月16日更新
| 会派名                   | 議員数 |
| ------------------------ | ------ |
| 誠志会                   | 9      |
| 同志会                   | 7      |
| 創友会                   | 4      |
| 公明党呉市議会議員団     | 4      |
| 市民フォーラム           | 3      |
| 日本共産党呉市議会議員団 | 2      |
| 社民党呉市議団           | 1      |
| 新しい風                 | 1      |
| 計                       | 31     |

## 常任委員会
2023年6月19日更新
- 総務委員会（8人）
- 民生委員会（8人）
- 文教企業委員会（8人）
- 産業建設委員会（8人）

## 議員報酬
- 月額
  - 議長：月額 660,000円
  - 副議長：月額 600,000円
  - 議員：月額 550,000円
- 期末手当：6月および12月
- 政務活動費[14]
  - 交付対象：条例に規定する会派（所属議員が１人の場合を含む。）
  - 交付金額：会派の所属議員1人当たり月額5万円

## 議会だより
- 呉市議会だより「チーム議会くれ」（発行：呉市議会 / 編集：広報委員会）：年4回（5月、8月、11月、2月）10日発行[15]

## 議事堂探訪ツアー
- 2018年4月29日（日曜）第3回議事堂探訪ツアー 193人参加
- 2024年4月29日（祝日）11時00分[17]-12時00分 無料

## 議員定数
| 投開票日      | 定数 | 立候補者 |
| ------------- | ---- | -------- |
| 2007年4月22日 | 38   | 43       |
| 2011年4月24日 | 34   | 40       |
| 2015年4月26日 | 32   | 35       |
| 2019年4月21日 | 32   | 34       |
| 2023年4月23日 | 32   | 40       |

## 歴代議長
- 平本和夫
- 中島 確
- 渡辺 隆
- 増本勝己
- 浜下 積
- 岩原 椋
- 中田清和
- 竹川和登
- 小泉曙臣
- 神田隆彦
- 石崎元成
- 加藤忠二
- 森本茂樹
- 第66代議長：北川一清（仁友会）
- 中田光政（現職）

## 沿革
- 1902年 - 安芸郡の2町2村（和庄町、宮原村、荘山田村、二川町）が対等合併し市制施行し呉市となる。呉市議会、発足。
- 2016年、新庁舎に移転。
- 2024年2月2日、市議会は議会運営委員会を開き、次回市議選に向けた定数の在り方について協議した。8会派のうち4会派が削減の方向性を示し、3会派は現状維持を主張、1会派は態度を明らかにしなかった。定数削減の主張派と容認派が大勢を占めた[18]。
- 2024年2月19日 - 市議会は議会運営委員会を開き、次回の市議選から定数を2減の30とする案を決めた[19]。今後はパブリックコメント（意見公募）を経て、議会運営委員会として定数についての最終的な結論を出す[19]。

## 不祥事・事件

### 河井夫妻事件
2020年
- 6月26日 - 土井正純市議（弘治会）が、2019年7月の参院選広島県選挙区を巡る河井夫妻選挙違反事件で、前法務大臣の河井克行から同月後半に現金30万円を受け取っていたことが明らかとなった[20]。土井は現金の授受を当初は否定していたが、名前が公表されると一転して認めた。
- 7月10日 - 市議会は、虚偽の説明をし市民を欺いたとして、土井に対する辞職勧告決議案を全会一致で可決した[21]。土井は「これまで以上に市民のため仕事をしてまいります」として、議員継続の意思を表明した[22]。

2022年
- 1月28日 - 河井夫妻選挙違反事件をめぐり、公職選挙法違反（被買収）の容疑で告発され東京地検が不起訴にした地元議員ら100人について、東京第六検察審査会が、このうち地元政治家30人、選挙スタッフと元国会議員秘書ら5人の計35人を「起訴相当」と議決したことが公表された。議決の日付は2021年12月23日[23][24]。
- 2月1日 - 土井は検察審査会の議決を受け、辞職願を議長に提出し、許可された[25][26]。
- 3月14日 - 広島地検は、起訴相当と議決された35人のうち、9人を在宅起訴、25人を略式起訴した。前市議の土井は略式起訴された[27]。

### 谷本誠一市議
谷本誠一市議がマスク着用を拒否し飛行機から降ろされたため、全国で報じられた。呉市議会は、全会一致で辞職勧告決議案を可決したが、辞職せず「コロナは闇の組織が利益を得るために仕掛けた陰謀だ」として、マスクやワクチンの危険性を訴え続けている。谷本1人の会派「自然共生党」に所属。2023年4月の呉市議会選挙で落選した。
2018 - 2021年
- 2018年6月15日、市議会に提出した「研修報告書」では、「携帯電話が普及しているのは、全人類を監視するのが真の目的」「地上デジタル放送は、その電波が人体に悪影響を及ぼし、東京タワー周辺住民には鬱病や心筋梗塞になる確率が高いといいます」などと主張していた[35][36]。
- 2021年6月24日 - 「新型コロナワクチンに警鐘を鳴らす医師と議員の会」（医師390人、地方議員60人）が「接種中止を求める嘆願書」を厚生労働省に提出。団体に所属する谷本誠一（自然共生党）は提出後の記者会見で、「厚労省がコロナ死の水増しを公文書で支持した」「厚労省は答えようがない。はっきり答えたら矛盾が暴露され、政権が吹っ飛んでしまうから」と持論を展開した[37]。

2022年
- 2月6日 - 谷本誠一（自然共生党）ら男性2人は、北海道の釧路空港から羽田空港に向かうAIRDO機内でマスク着用を求められた際、これを拒否し、機内から降ろされた。飛行機は定刻より1時間14分遅れて出発した。飛行機には乗客が44人いた[28]。谷本は取材に「マスク着用の強制は明らかな憲法違反」と答えた[38][39]。また、旅客機の離着陸が遅延したことに対しては、「機長を責めて」と述べた[40]。
- 2月9日 - 市議会は、それぞれの会派の代表者による臨時の代表者会議を非公開で開き、約30分の協議を行った結果、全会一致で谷本に対する政治倫理審査会の設置を決定した[41][42]。政治倫理審査会では、谷本市議の行動について市議9人が審査して、辞職勧告決議案の提出や政治倫理条例を遵守させる警告などの措置を決定する[41]。呉市で政治倫理審査会が設置されるのは、2006年に条例ができて以降、呉市政史上初のこととなる[41]。
- 2月10日 - 谷本へのインタビュー記事がニュースサイトで配信される。谷本は「コロナはそもそもが陰謀。世界を牛耳っている闇の組織が世界に向けて仕掛けたものである」「亡くなった方はコロナではなく、別の病気で亡くなっている」と見解を述べた[28]。
- 2月17日 - 市議会は政治倫理審査会を開催し、谷本の責任を追及[43]。谷本は、新型コロナウイルス禍を「作られた茶番のパンデミック」と否定した[43]。
- 3月1日 - 市議会は谷本に対する辞職勧告決議案を全会一致で可決した[29]。谷本は「議員という立場で公人としてワクチン・コロナ・マスクの間違いを発信していくという使命があるのでやめるつもりはない」と取材で述べた[30]。また、谷本は、今後、旅客機から降ろされた同乗者とともに航空会社などを相手取った提訴を検討していると明らかにした[44]。
- 3月4日 - 市議会本会議に、ロシアのウクライナ侵攻を「暴挙」と非難し、平和的解決を求める決議案が提出された[45]。採決前の反対討論で谷本は「現地の人々はロシア軍により解放されたと喜んでいるとの情報も届いている」などと主張。決議案は可決されたが、谷本が唯一反対票を投じたため、全会一致とはならなかった[45]。
- 4月28日 - 谷本は、AIRDOと北海道警釧路署に対し、降機命令の取り消しやマスク不着用で搭乗する権利の確認を求めて提訴した[46]。谷本は記者会見を開き、「大きな力が働いてコロナ禍が作り出されている」「感染まん延を見せかけるためにマスクが推奨されている」などの陰謀論を主張した[46]。
- 11月11日 - 広島地裁で第1回口頭弁論が行われ、谷本は、AIRDOと降機に協力した釧路署に対し、損害賠償計1円を請求した[47]。AIRDOは、「（搭乗拒否について）マスク着用の拒否と、客室乗務員たちに対する罵声や威嚇、撮影などの行為が約款に該当したため」と反論した[47]。この日、谷本はノーマスクで法廷に入り、裁判長のマスク着用のお願いに応じなかった[47]。また、傍聴席にはノーマスクの支援者が詰めかけた[47]。

2023年
- 4月23日投開票の呉市議会議員選挙（定数32）で、谷本は前回の選挙の2012票から票を約半数に減らし1165票で落選した[32][33][34]。

### 吉浦の未来を考える会
2021年
- 12月18日 - 藤本哲智（仁友会）の後援会が地元の吉浦地区を中心に参加者を募り、「吉浦の未来を考える会」を開催した。このときに藤本は、広島県内で宿泊や旅行をした場合の代金を最大半額にする広島県の「やっぱ広島じゃ割」[48]を利用した。「吉浦の未来を考える会」には住民や後援会関係者、新原芳明市長ら約30人が出席。宿泊は伴わず約2時間、飲食やビンゴゲームなどをして1人3千円の参加費を徴収し、残りを広島県の割引制度で補った[49]。
- 12月29日 - 中国新聞が上記の会合について報道。広島修道大学の伊藤敏安教授（公共政策）は、公金を使う制度によって特定の政治家の後援会が開いた会合の費用が安く抑えられたことについて、「補助金は（元をたどれば）誰かが払った税金。市民感情としては『そんなことに利用して』という思いを抱く人はいるだろう」と記事の中で述べた。藤本は取材に対し「制度に沿っていたので悪いとは思わず疑問も抱かなかった」と答えた[49]。